# 北ラナオ州
北ラナオ州 (きたラナオしゅう、Province of Lanao del Norte) は、フィリピン南部ミンダナオ島中部の州である。北ミンダナオ地方に属している。この州は2001年9月19日に旧中部ミンダナオ地方＝現在のソクサージェン地方から移された。北東部に東ミサミス州、東部にブキドノン州、南部にバンサモロ自治地域の南ラナオ州、西部にサンボアンガ半島地方の南サンボアンガ州に接している。海は南西にイラナ湾、パガディアン湾、北にイリガン湾、パンキル湾を臨む。
パンギル湾越しに同じ地方内の西ミサミス州がある。面積は3,092.0 km2、人口は758,123人（2000年）、州都はトゥボッド（Tubod）である。

## 行政区分
北ラナオ州は1つの市と22の町に区分される。

### 市
- イリガン

### 町
| - バコロド - バロイ - Baroy - カパタガン - Kauswagan - コランブカン - ララ - リナモン - マグセイセイ - Maigo - Matungao | - Munai - Nunungan - Pantao Ragat - Pantar - Poona Piagapo - Salvador - Sapad - スルタン・ナガ・ディマポロ - Tagoloan - トゥボッド |